# Поттер (округ, Южная Дакота)
Округ Поттер (англ. Potter County) располагается в штате Южная Дакота, США. Официально образован в 1875 году. По состоянию на 2010 год, численность населения составляла 2329 человек.

## География
По данным Бюро переписи США, общая площадь округа равняется 2327 км2, из которых 2244 км2 суша и 83 км2 или 3,560 % это водоёмы.

## Население
По данным переписи населения 2000 года в округе проживает 2 693 жителей в составе 1 145 домашних хозяйств и 767 семей. Плотность населения составляет 1,00 человек на км2. На территории округа насчитывается 1 760 жилых строений, при плотности застройки около 1,00-го строения на км2. Расовый состав населения: белые — 98,14 %, афроамериканцы — 0,82 %, коренные американцы (индейцы) — 0,19 %, азиаты — 0,07 %, гавайцы — 0,00 %, представители других рас — 0,78 %, представители двух или более рас — 0,00 %. Испаноязычные составляли 0,19 % населения независимо от расы.
В составе 26,60 % из общего числа домашних хозяйств проживают дети в возрасте до 18 лет, 59,20 % домашних хозяйств представляют собой супружеские пары проживающие вместе, 4,90 % домашних хозяйств представляют собой одиноких женщин без супруга, 33,00 % домашних хозяйств не имеют отношения к семьям, 31,30 % домашних хозяйств состоят из одного человека, 17,50 % домашних хозяйств состоят из престарелых (65 лет и старше), проживающих в одиночестве. Средний размер домашнего хозяйства составляет 2,29 человека, и средний размер семьи 2,88 человека.
Возрастной состав округа: 23,00 % моложе 18 лет, 3,90 % от 18 до 24, 22,30 % от 25 до 44, 25,70 % от 45 до 64 и 25,70 % от 65 и старше. Средний возраст жителя округа 46 лет. На каждые 100 женщин приходится 96,70 мужчин. На каждые 100 женщин старше 18 лет приходится 94,80 мужчин.
Средний доход на домохозяйство в округе составлял 30 086 USD, на семью — 37 827 USD. Среднестатистический заработок мужчины был 25 320 USD против 16 563 USD для женщины. Доход на душу населения составлял 17 417 USD. Около 8,90 % семей и 12,60 % общего населения находились ниже черты бедности, в том числе — 18,00 % молодежи (тех, кому ещё не исполнилось 18 лет) и 12,30 % тех, кому было уже больше 65 лет.